# Carlo Vittori
Carlo Vittori (Ascoli Piceno, 10 marzo 1931 – Ascoli Piceno, 24 dicembre 2015) è stato un velocista e allenatore di atletica leggera italiano.

## Biografia
In qualità di atleta, ha fatto parte della nazionale per otto volte, dal 1951 al 1954, ed è stato campione italiano di atletica leggera, nelle stagioni 1952 e 1953, nella specialità dei 100 metri piani. Nel 1952 ha inoltre partecipato ai Giochi della XV Olimpiade tenutisi a Helsinki.
Fondamentale è stato il suo apporto come tecnico per il settore della velocità della Federazione Italiana di Atletica Leggera che ha curato dal 1969 al 1986, ricoprendovi il ruolo di responsabile della strategia complessiva del training insieme ai suoi collaboratori Bonomi, Preatoni, Castrucci e Fiorenza. Fra i numerosi atleti che ha preparato si ricordano:
- Marcello Fiasconaro
  - record mondiale sugli 800 metri piani (1'43"7)
- Pietro Mennea
  - record mondiale e tuttora record europeo sui 200 metri piani (19"72)
  - record italiano sui 100 metri piani (10"01)
- Donato Sabia
  - record mondiale indoor per la categoria under-23 nei 600 metri (1'15” 77)
  - record mondiale assoluto sui 500m (1'00” 08)
  - record italiano per la categoria under-18 sui 400 metri piani (47” 36)
  - record personale di 1'43” 88 sugli 800m e 45"73 sui 400m
- Pierfrancesco Pavoni
  - record italiano sui 60 metri piani (6"55)
  - record europeo juniores sui 100m

A fine anni '80 per i campionati 87/88, 88/89 ed 89/90 è stato responsabile della preparazione atletica delle squadre giovanili della Fiorentina e responsabile del recupero atletico dei giocatori infortunati della prima squadra.

## Onorificenze
- Quercia al merito atletico di terzo livello (Formia, 23 novembre 2015)[4]

## Filmografia
- Pietro Mennea - La freccia del Sud, regia di Ricky Tognazzi - miniserie TV con Luca Barbareschi nei panni di Carlo Vittori (2015)